# Luka Pejović
Luka Pejović (wym. [luka pejɔʋitɕ]; ur. 31 lipca 1985 w Titogradzie) – były czarnogórski piłkarz występujący na pozycji obrońcy.

## Kariera
Pejović rozpoczynał karierę w FK Crvena Stijena. Następnie, przez rok grał w FK Grbalj Radanovići. Potem trafił na wypożyczenie do Mogrenu Budva, który postanowił wykupić zawodnika. Czarnogórzec został wybrany najlepszym piłkarzem ligi w 2007 roku, wraz z byłym kolegą z zespołu - Aleksandarem Nedoviciem. Był także członkiem drużyny, która wygrała rozgrywki w sezonie 2008/09. W styczniu 2011 roku Pejović podpisał 4,5-letni kontrakt z Jagiellonią Białystok. Rozegrał w jej barwach 37 spotkań w Ekstraklasie, odchodząc z klubu na początku 2013 roku.

## Kariera reprezentacyjna
Pejović zadebiutował w reprezentacji Czarnogóry 1 czerwca 2007 roku w meczu z Japonią (0:2). Dotychczas rozegrał w kadrze 23 spotkania.

## Sukcesy
- Prva crnogorska liga: 2008/09
- Puchar Czarnogóry: 2007/08